# Irlanda en los Juegos Paralímpicos de París 2024
Irlanda estuvo representada en los Juegos Paralímpicos de París 2024 por un total de 29 deportistas, 20 mujeres y nueve hombres.

## Medallistas
El equipo paralímpico irlandés obtuvo las siguientes medallas:
| Nombre               | Deporte           | Evento                            |
| -------------------- | ----------------- | --------------------------------- |
| Oro                  |                   |                                   |
| Katie-George Dunlevy | Ciclismo en ruta  | Contrarreloj B femenino           |
| Plata                |                   |                                   |
| Katie-George Dunlevy | Ciclismo en pista | Persecución individual B femenino |
| Katie-George Dunlevy | Ciclismo en ruta  | Ruta B femenino                   |
| Róisín Ní Ríain      | Natación          | 100 m espalda S13 femenino        |
| Bronce               |                   |                                   |
| Orla Comerford       | Atletismo         | 100 m T13 femenino                |
| Róisín Ní Ríain      | Natación          | 200 m estilos SM13 femenino       |